# Riu Liard
El riu Liard discorre a través dels territoris i províncies del Yukon, la Colúmbia Britànica i els Territoris del Nord-oest, al Canadà. Neix a les muntanyes Saint Cyral, al sud-est del Yukon i després de 1.115 quilòmetres desemboca al riu Mackenzie, a Fort Simpson, als Territoris del Nord-oest. El riu drena aproximadament 277.100 km² de bosc boreal i muskeg.

## Geografia
El riu Liard neix a les muntanyes Saint Cyr, un subgrup de les muntanyes Pelly,al sud-est del Yukon i discorre preferentment en direcció sud-est, fins a entrar a la província de la Colúmbia Britànica, on marca el límit nord de les muntanyes Rocoses. Tot seguit el riu canvia de direcció per girar cap al nord, tornant a entrar al Yukon i finalitzar el seu curs als Territoris del Nord-oest, prop de Fort Simpson, desembocant per al riu Mackenzie.

### Afluents
Els principals afluents del Liard, des del naixement fins a la desembocadura, són els següents:
- riu Dease, amb una longitud de 265 km
- riu Kechika, amb una longitud de 230 km i una conca de 2.700 km²
- riu Fort Nelson, amb una longitud de 517 km (fins a les fonts del riu Sikanni Chief) i una conca de 55.900 km²
- riu Kotaneelee;
- riu Petitot, amb una longitud de 404 km i conca una de 23.300 km²
- riu Muskeg;
- riu Sud Nahanni, amb una longitud de 563 km i una conca de 36.300 km²

### Comunitats
Des del naixement fins a la desembocadura, les principals comunitats per les quals passa el riu són: Upper Liard, Watson Lake, Lower Post, Fort Liard i Fort Simpson.

## Història

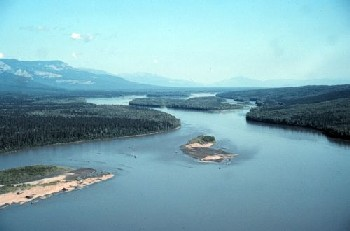
Vista del riu Liard

L'origen del nom del riu poc clar, però deriva del terme francès "liard" amb què es coneix el Populus deltoides, una espècie d'àlber que creix en abundància al llarg de diversos trams del riu.
El primer europeu a recórrer la major part del riu fou John McLeod, de la Companyia de la Badia de Hudson. Partint de Fort Simpson el 28 de juny de 1831, McLeod, junt a vuit persones més, remuntaren el riu, arribant fins al riu Dease, al qual van batejar, en unes sis setmanes. Quatre dies després arribaren fins al riu Frances, el qual remuntaren per error, pensant que era el curs principal del Liard. Nou any després, un altre treballador de la Companyia de la Badia de Hudson, Robert Campbell, viatjà fins al naixement del Liard, a la serralada Saint Cyr. A Campbell se li encarregà continuar amb les exploracions de McLeod de 1831 per la capçalera nord del sistema Liard. El 1840 arribà fins al llac Frances, al qual li donà nom en honor de Frances Ramsay Simpson, muller de l'aleshores governador de la Companyia de la Badia de Hudson, sir George Simpson.